# 冯晓增
冯晓增（1947年—），汉族，中华人民共和国政治人物、第十一届全国政协委员。
加入中国共产党，担任中国保险有限公司原董事长。2008年，当选第十一届全国政协委员，代表经济界，分入第三十五组。